# Philodromus devhutai
Philodromus devhutai là một loài nhện trong họ Philodromidae.
Loài này thuộc chi Philodromus. Philodromus devhutai được Benoy Krishna Tikader miêu tả năm 1966.